# 高松悟峰
高松悟峰（たかまつ ごほう、1866年2月15日（慶応2年1月1日） - 1939年（昭和14年）7月2日）は、浄土真宗本願寺派の勧学。1906年（明治39年）に創立された宗学専門私塾真宗学寮の初代学頭になり、真宗学寮に広島仏教学院が併設されてからは、その初代院長を兼任した。髙松悟峰、高松悟峯とも表記する。

## 経歴
1866年（慶応2年）安芸国安芸郡中野村（現在の広島県広島市安芸区中野）の随泉寺に次男として生れる。幼名を秀若（ひでわか）といった。
20歳のとき足利義山に師事し、24歳で得度。法名を悟峰と授けられる。同じ年、本願寺大学林（現在の龍谷大学）高等科に編入し、卒業後、富山徳風教校の教授に就任した。1898年（明治31年）同教校を辞任して、広島西向寺の髙松家に入籍し、2年後に住職となる。その後、進徳教校の教授を経て、1906年（明治39年）に創立された宗学専門私塾真宗学寮の初代学頭に就任する。以来30数年にわたり地元学寮で子弟の教育教化にあたる。その間、46歳で司教、55歳で勧学職となる。1923年（大正12年）には真宗学寮に広島仏教学院が併設され、初代院長に就任。真宗学寮の学頭職と兼任した 。
司教、勧学職にあった間、多くの講義録・著書を出版し、『大無量寿経講義』『真宗教典釈義大綱』『観経四帖疏講述』『元高両祖要題』『往生論註撮要』などを残す。1926年（大正15年）発刊の聴聞誌『宝章』には毎月欠かさず法話を掲載した。
1939年（昭和14年）7月1日、脳卒中に倒れ、翌2日死去。享年73。

## 著書
- 『大無量寿経講義』
- 『真宗教典釈義大綱』 田原慈雲 編、洗心書房、1914年
- 『観経四帖疏講述』
- 『元高両祖要題』
- 『往生論註撮要』
- 『高松悟峰和上語録』上巻、洗心書房、2011年
- 『高松悟峰和上語録』下巻、洗心書房、2012年